# Stoddard County
Stoddard County is een county in de Amerikaanse staat Missouri.
De county heeft een landoppervlakte van 2.142 km² en telt 29.705 inwoners (volkstelling 2000). De hoofdplaats is Bloomfield.